# Малышева-Пельк, Алёна
Алёна Малышева-Пельк (укр. Олена Малишева-Пельк; фр. Alona Malysheva-Pelc; род. 13 декабря 1984, Черкассы, Украинская ССР) — украинская волейболистка.

## Карьера
Известна по выступлениям как в классическом волейболе, так и в пляжном.
Занималась спортом с 12 лет. Долго выбирала между волейболом и гандболом. Выигрывала Кубок Украины по пляжному волейболу в 2008 году, несколько раз побеждала на национальных этапах (в паре с Натальей Шумейко).
В классическом волейболе известна по выступлениям за украинский «Златогор» из Золотоноши) и французский «Нанси».
Вице-мисс Спорт Украины—2009. В 2015 году включена в 10-ку самых красивых волейболисток мира.
По окончании сезона 2015/16 объявила о завершении спортивной карьеры и получении французского гражданства.

## Образование
B 2006 году закончила Черкасский национальный университет имени Б. Хмельницкого.

## Личная жизнь
Замужем за французским волейболистом и тренером Фабьеном Пельком. Есть сын.